# She Loves Me Not
She Loves Me Not es una película dirigida por Elliott Nugent en 1934, y protagonizada por Bing Crosby y Miriam Hopkins. Está basada en la novela homónima de Edward Hope, y trata sobre una bailarina de cabaret que se cree en peligro, por lo que decide disfrazarse de chico para evitarlo.
La película incluye la canción Love in Bloom —cantada por Bing Crosby y Kitty Carlisle— que fue nominada al premio Óscar a la mejor canción original de dicho año, premio que finalmente le fue otorgado a la canción The Continental que cantaba Ginger Rogers en la película La alegre divorciada.